# 共产主义政权下的大屠杀
20世纪发生在共产主义政权下的大规模屠杀被估计造成了总计8500万到1亿人之间的非正常死亡。学术研究集中在造成单一的社会下的大规模屠杀的原因，虽然一些造成大屠杀的常见原因已经发表出来。一些对大屠杀更高的估计不仅包括了发生在大规模的谋杀或者清除政治对手、内战、恐怖活动和土地改革期间的处决，还包括了因为战争、饥荒、疾病和過勞而在劳改营丧失性命。這些研究者相信政府的决策和管理的失误导致了这些灾难，而且，基于那一结论將該些死亡一併归类于“大屠杀”、民众灭绝、政治灭绝、阶级灭绝或者寬鬆定義的种族灭绝。根据这些研究，以此定义的大规模屠杀的死亡总数数以千万计；然而，该方法的有效性受到了其他学者的质疑。截至2011年，学术界对於這些国家發動大规模屠杀的原因還没有达成共识，包括共产党领导下的政权。尤其是，探討當中原因的比较性研究數目有限。死亡人数最多的時期包括约瑟夫·斯大林领导下的苏联、毛泽东领导下的中华人民共和国和红色高棉领导下的柬埔寨。这三个国家的非战斗人员被杀戮的數目单独估计在2100万到7000万之間。[[Category:自2011年6月]]規模较小的則是出现在朝鲜民主主义人民共和国、越南，以及一些东欧和非洲国家。

## 术语
共产主义政权——“共产主义政权”表示那些在历史上的一段时期里面自称以马列主义、斯大林主义或毛泽东思想为指导的国家（也叫“共产主义国家”）。
学者们用一些不同的术语来描述对非战斗人员的蓄意屠杀。下列术语被用来描述共产主义政府所造成的屠杀：
- 种族灭绝——在防止及惩治灭绝种族罪公约中，种族灭绝罪不包含对政治或社会群体的大屠杀。对政治群体的保护在第二轮投票后从联合国决议中撤回，因为许多国家，包括當時由斯大林領導的苏联，[5]事前考虑到該章节会對他们镇压内部动乱的权利作出不必要的限制。[6]
- 政治灭绝——术语“政治灭绝（英语：politicide）”用来描述不会被《防止及惩治灭绝种族罪公约》所規範，針对政治或经济群体的杀戮。[7]Manus I. Midlarsky用术语“政治灭绝”来描述由苏联西部地區直至中国和柬埔寨的大规模屠杀。[8]在他的书《The killing trap: genocide in the twentieth century》里面对斯大林和波尔布特的屠杀提出了相似點。[9]
- 民众灭绝——鲁道夫·拉梅尔创造了术语“democide”，其中包含种族灭绝、政治灭绝和屠杀。[10]海伦·费因把发生在苏联和柬埔寨的国家造成的大屠杀称作“种族和政治灭绝”。[11]Frank Wayman和Atsushi Tago展示出术语的意义在于，若以民众灭绝（广泛的国家制造的屠杀）或政治灭绝（受到政府反对的少数群体）的使用作为包含于数据集的條件，寻求大屠杀之间联系的统计分析能造成非常不同的结果，包括政权类型的意义或其他方面。[页码请求][12]
- 危害人类罪——雅克·森密林（英语：Jacques Semelin）和迈克尔·曼[13]相信“危害人类罪”在谈论共产主义政权的暴力行为的时候比“種族滅絕”或者“政治灭绝”更确切。[14]
- 阶级灭绝——迈克尔·曼提出了术语“阶级灭绝”以表示“旨在对整个社会阶级的大屠杀”的意思。[15]
- 恐怖——史蒂芬·惠特克罗夫特（英语：Stephen Wheatcroft）指出，在苏联，像“恐怖”“清洗”“镇压”这样的术语（後者一般是俄語）一般指的是同样的事件，而且他相信更为中立的术语是“镇压”或“大屠杀”。[4]
- 大屠杀——这个术语被本杰明·瓦伦蒂诺（英语：Benjamin Valentino）定义为“对大量非战斗人员蓄意的杀戮”，其中“大量”被定义为五年或更短时间内造成至少50,000人惡意地死亡。[16]他把这一定义应用在了斯大林領導下的苏联、毛泽东领导下的中国和红色高棉领导下的柬埔寨，同时承认人数较少的大屠杀也出现在朝鲜民主主义人民共和国、越南、东欧和非洲。[17]

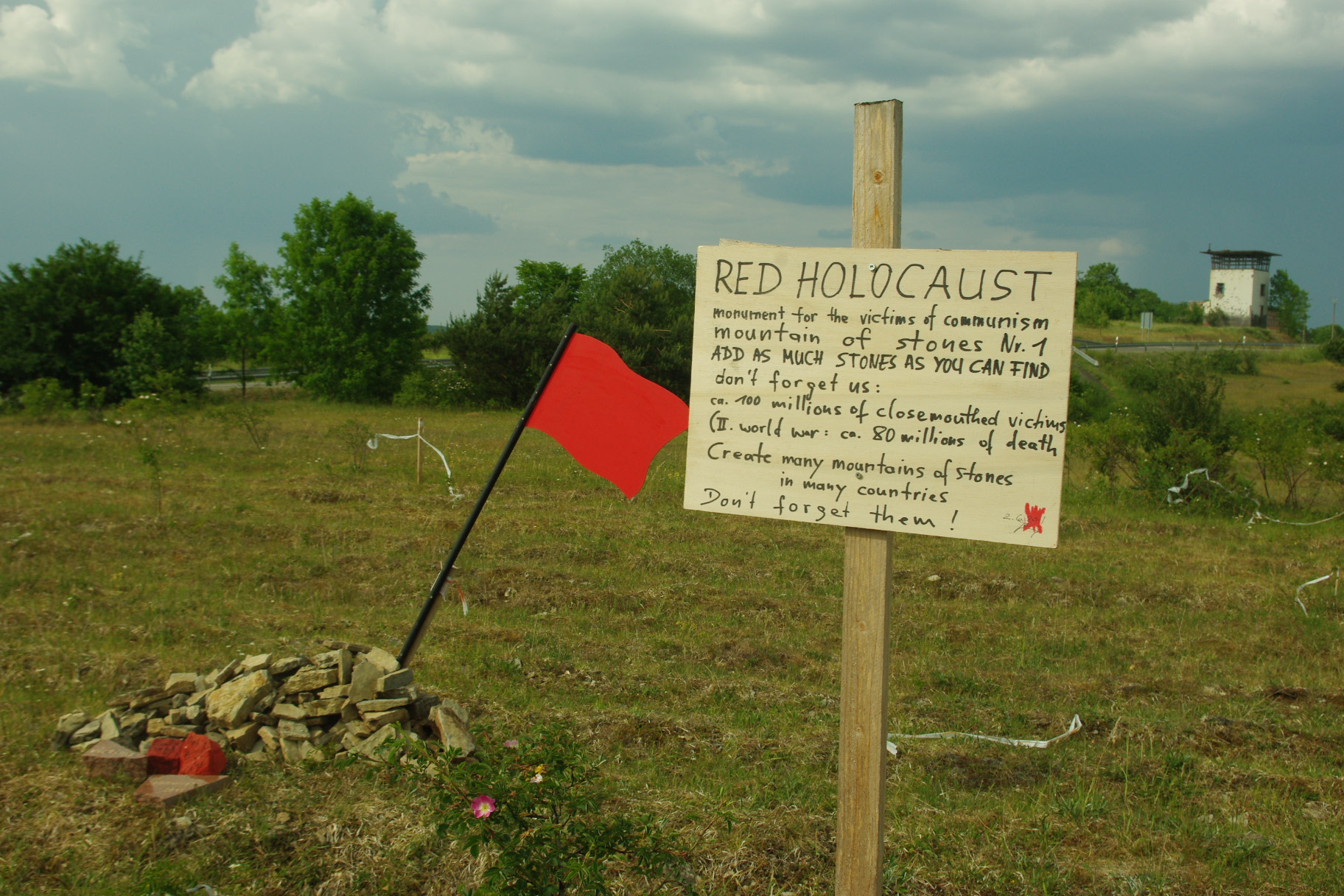
Red Holocaust——一小堆的石头，纪念共产主义下的受害者，作为在德国的第一个纪念（Jimmy Fell，2011年）

- 共产主义大屠杀——美国国会把这些大规模屠杀称作“空前的帝国主义的共产主义大屠杀”[18][19]同时美国国会建立的共产主义受难者纪念基金会把这一主题称作“共产主义大屠杀”。[20]术语“红色大屠杀”曾經被德国历史学家霍斯特·默勒（英语：Horst Möller）引用，斯蒂芬·罗斯菲尔德（英语：Steven Rosefielde）著《红色大屠杀》一書亦曾探讨这一主题。[21][22]

## 提出的原因

### 意识形态
一些理论，比如鲁道夫·拉梅尔的，提出共产主义是大屠杀的明显的诱发因素，引起了学术争议；此條目不讨论該些理论的学术认可。
克拉斯-戈兰·卡尔松写道“意识形态是思想的系统，本身不能犯罪。然而，把自己定为共产主义者的个人、集体和国家，在共产主义的意识形态的名义下犯罪，或者在談論他们犯罪的动机的直接来源時不提及共产主义。”
根据鲁道夫·拉梅尔，共产主义政权所做的屠杀可以解释为绝对权力和绝对意识形态——马克思主义的结合。
“在所有的信仰当中，不論是世俗的或其他的”，拉梅尔把马克思主义定位为“迄今为止最血腥的——比宗教裁判所、历次天主教十字军东征和天主教和新教之间的三十年战争还要血腥。事实上，马克思主义意味着血腥的恐怖主义、极端的清洗、致命的集中营与致死的强制劳动、毁灭性的放逐、人为的饥荒、法外处决与欺诈性的作秀审判、彻底的大规模谋杀与种族灭绝。”他写道事实上马克思主义者把他们构造乌托邦的過程视为“对贫穷、剥削、帝国主义和不平等的战争——而且，就像一场真正的战争，非战斗人员会不幸地卷入战斗中。会有必要的敌人傷亡：神职人员、资产阶级、资本家、‘肇事者’、知识分子、反革命分子、右派分子、暴君、财主和地主。就像一场战争中，数以百万计的人可能会死亡，但这些死亡最終會被證明是值得的，就像二战中希特勒被打败。對於實行统治的马克思主义者，共产主义乌托邦的目标足以正當化所有的死亡。”
斯蒂芬·罗斯菲尔德在他的书《红色大屠杀》中指共产主义的内部矛盾“导致了杀害”大约6000万甚至更多的人，而這場红色大屠杀——由共产主义领导者如约瑟夫·斯大林、金日成、毛泽东、胡志明和波尔布特造成的和平时期的大屠杀和其他相关的反人类罪行——应该是任何对共产主义净评估的中心。他声称上述的领导者是“犯下了大规模屠杀的严重罪行。”
羅伯特·康奎斯特强调斯大林的清洗没有违背列宁主义的原则，而是弗拉基米尔·列宁所创立体系自然而然造成的后果，列宁自己就下令处死了当地阶级敌人的人质。经济改革和開放政策的设计师及政治镇压受害者平反委员会的领导人亚历山大·雅科夫列夫具体阐述了这一观点，称“事实是在惩罚性的行動中斯大林没有想出列宁时代没有的东西：处死、劫取人质、集中营和所有其他的”。历史学家罗伯特·盖勒特里表示同意，说“换一种方式讲，斯大林只加入了一点点列宁没有引进或者预演的。”说列宁在布尔什维克政府中对他的同僚说过：“如果我们没有做好准备击毙怠工者和白军士兵，那算是什么革命呢？”
安妮·阿普勒鲍姆声称，“毫无例外，對一党制国家的列宁主义信念在過往和現在都是每个共产主义政权的特征”，而且“布尔什维克式的暴力在每一个共产主义政权中都重复發生了”。列宁和契卡创始人费利克斯·捷尔任斯基說過的句式被部署到了世界各地。她强调即使到了1976年，海尔·马里亚姆·门格斯图仍在埃塞俄比亚肆意制造“红色恐怖”。
文学史学家乔治·G·沃森在《社会主义的消失文献》（The Lost Literature of Socialism）一书中把社会主义看作是保守的，对自由主义的反動并试图回到古代和等级制度。他声称弗里德里希·恩格斯和其他人的作品显示“马克思主义的史学理论要求并需要种族灭绝，原因隐含在其宣称封建制度—其中先进的国家已经让位给资本主义—必须反其道而被社会主义取代。整个国家会在工人革命后遗留下来，封建残余在社会主义时代，而且因为他们不能一次就前进两步，他们要被消灭。他们是種族渣滓，按恩格斯的话说，并且只適合逗留在历史的糞堆里面。”Robert Grant批评沃森的主张为“可疑的证据”，声称“马克思和恩格斯所说的……至少是一种文化灭绝；但这不明显，至少从沃森的引用中，实际的大屠杀，并不（用他们的用语）仅仅是‘吸收’或‘同化’，是个问题”。
丹尼尔·戈德哈根、理查德·派普斯、和约翰·格雷在给大众的通俗读物中写了关于共产主义的作用的理论。

### 危机状况
埃里克·韦兹称共产主义政权下的大规模屠杀是在法治的失敗下自然而然的结果，在20世纪社会动乱时期很常见。对于共产主义和非共产主义的大屠杀，“种族灭绝出现在极端的社会危机中，通常由政权的非常政策产生。”它們不是不可避免的，而是政治决策。
罗克福德大学的斯蒂芬·希克斯把二十世纪社会主义统治的暴力特征归结于那些集体主义政权抛弃保护人权并摒弃公民社会的价值观。希克斯写道一方面“事实上每一个自由的资本主义国家有遵循人道的可靠记录，因為其总体上尊重权利和自由，并让人们一起过上丰富并有意义的生活成为可能”，而在社会主义中“实践已经一再证明它比20世纪最坏的独裁政府还要残忍。每个社会主义政权都转向独裁并开始大量杀人。”
有关共产主义政权下的大规模屠杀的学术论文集《共产主义黑皮书》详细阐述了“从1917年俄国到1989年阿富汗的‘罪行、恐怖和镇压’”。斯特凡·库尔图瓦称共产主义与罪恶之间的一個联系是——“共产主义政权……把集体罪行变为一个徹底的政府系统”——并称这一罪恶在于意识形态的层面而不是政府的实践。
本杰明·瓦伦蒂诺写道大规模屠杀策略是由共产主义者选择来对大量人口予以经济上的剥夺。“这种速度和广度的社会变革与大规模屠杀的联系首要有两种原因。第一，像这样的变动产生的大规模的社会混乱常常导致经济崩溃、疾症，还有，最重要的，普遍的饥荒……共产主义政权對社会的激进变革的热衷与大规模杀戮之联系的第二个原因是，他们所追求的革命变革与他们人口大多数的根本利益发生了无情的冲突。事實证明只有少数人在没有高压的情況下愿意接受那种影响深远的牺牲。”
迈克尔·曼写道：“那些共产主义下的最高死亡率并非有意，却是由于被宗派主义惡化的巨大政策错误而造成的，而且某种程度上也是牺牲者们无情的或仇恨的观点所致。”
根据雅克·森密林，“20世纪兴起的共产主义体系最後變成在毁灭他们自己人口，不是因为他们像那样计划去消灭他们，却是因为他们的目标是从上而下地重建‘社会机体’，即使那样意味着清除并重塑机体以适应他们新的独创的政治构想。”

### 其他主张

#### 民族文化的影响
马丁·玛利亚称俄罗斯的例外论和战争的经历通常是导致暴行的原因。

#### 世俗的价值观
一些传统道德标准和宗教信仰的拥护者指出杀戮至少在一定程度上是在现代社会信仰的弱化和引發欧洲启蒙时代激進价值观的结果。俄克拉荷马大学政治学家艾伦·赫茨克觀察到在批判性的学术研究中的这种趋势，他聚焦於英国天主教作家及历史学家保罗·约翰逊的观点并写道
|  | 在知识分子的心态中的改变起于对所认为的失败的批评和世俗計劃的障眼物。诚然，这一批评并非人們普遍共有的觀點，但很多的学术研究，伴随着一系列意见期刊和智库座谈会的激增，从对卓越的社会准绳的抛弃列举后果。这一思想的典範是保罗·约翰逊的权威著作《摩登时代》，这本书抨击了启蒙时代的普遍假设即更少的宗教信仰必定等于更多的人类自由或民主。宗教衝動在20世纪初的欧洲受教育阶级之間的垮塌，他指出，留下一个真空被极权主义意识形态旗帜下執掌權力的政治家所填满——‘血与土’法西斯主义或無神論共产主义。于是在没有上帝下生活的尝试造就了政治偶像并产生該世纪的‘歹徒政治家’——斯大林、希特勒、毛泽东、波尔布特——这些人‘控制人类的贪婪欲望’引发出不可想象的恐怖，或如T·S·艾略特所写，‘如果你不會接受上帝（而且他是痛恨不贞的上帝）你应向希特勒或斯大林献出尊敬。’ |

#### 个人的责任
俄罗斯及世界历史学者约翰·汤普森（John M. Thompson）描述斯大林时期发展起来的恐怖的体系为“费解”；考察俄罗斯历史，他假设1930年代苏联杀戮的高度为苏联领导人斯大林个人的作用——尤其主张
|  | 试图解释这一可怕的时期作为斯大林对权力的巩固和重塑，或者对党的清洗作为斯大林主义体系的不斷發展的组成部分因某种原因變得瘋狂，或作为斯大林冷酷计算的努力以讓国家準備好戰爭并保证他能在外交政策上不受拘束，不論单獨地或一并考虑，都明顯是欠說服力的。自从斯大林销毁了记录以及牽涉其中的大部分高官，我们可能永远不会清楚地知道什么导致了清洗和恐怖。理性和政策上的考虑无疑有，但任何对这一时期有说服力的解释必须阐释斯大林的为人及见解。大部分已经发生的只會在一部分归因于斯大林自己的不安的心态、病态的残忍与极端的偏执狂時才會顯得合理。面对着對過度集体化以及高速工业化所致的必要牺牲的批評，史達林變得有不安全感（儘管在党和国家之上建立了独裁）、敌意和防备，以及深深地怀疑过去、现在甚至未知的未来的对手密谋反对他，开始表現得像一个陷入困境的人。他很快反击现实或者想像中的敌人。 |

历史学家海伦·拉帕坡特描述大清洗期间负责内务人民委员会的官僚尼古拉·叶若夫为“智力有限”和“狭隘的政治理解……像其他历史上大屠杀的发动者一样，他用病态的残忍和野蛮的恐怖弥补身材矮小的缺陷。”

## 与其他大屠杀的比较
丹尼尔·戈德哈根指出20世纪的共产主义政权“杀死的人比其他任何统治类型都多。”其他研究共产主义和种族灭绝的学者，像是斯蒂芬·罗斯菲尔德、本杰明·瓦伦蒂诺和鲁道夫·拉梅尔，提出了类似的结论。罗斯菲尔德声称“红色大屠杀”杀死的人可能超过了“犹太人大屠杀”和“日本在亚洲的大屠杀”的总和，而且“至少是同樣邪恶的，鑒於希特勒种族灭绝的非凡性”。罗斯菲尔德更强调“儘管时下流行著減輕红色大屠杀嚴重性的說法，通过观察20世纪资本主义杀死了数百万殖民地居民，主要是通过人为的饥荒，但那些重度过失杀人沒有一份清單能跟红色大屠杀的总数相比。”
馬克·亞倫斯指出，在西方列強的支援下，右翼專制政權和獨裁政權犯下的暴行和大規模屠殺與共產主義世界犯下的暴行和大規模屠殺相媲美，並列舉了印尼佔領東帝汶、1965年－1966年印尼大規模屠殺、內戰期間危地馬拉的「失蹤」等例子。 以及與整個南美洲兀鷹行動有關的暗殺和國家恐怖主義。文森特·貝文斯認為，冷戰期間發生的反共大規模屠殺對塑造當代世界的影響遠遠大於共產主義大規模屠殺。

## 发生过大屠杀的国家

### 苏联

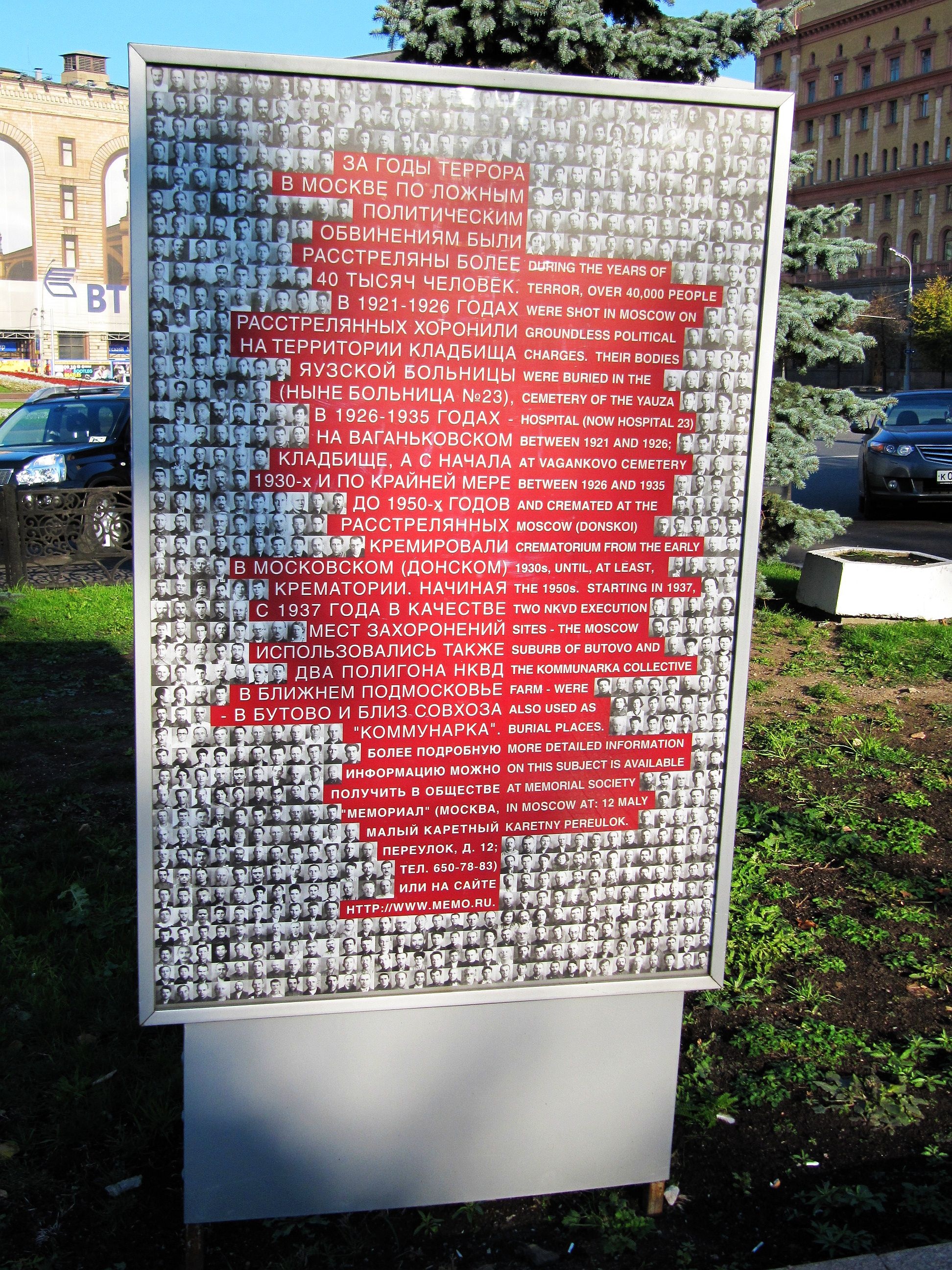
卢比扬卡广场上有关苏联镇压的纪念碑。该纪念碑由人权组织纪念碑组织1990年在苏联为纪念40,000多名“恐怖之年”期间在莫斯科被射杀的无辜的人而立。

苏联解体后，从苏联档案查询成为可能，包含了斯大林统治下出于政治或刑事犯罪处决大约800,000名囚犯的官方记录、古拉格中约170万人的死亡及富農强制迁移过程中390,000人的死亡——总计有約300万官方记录的牺牲者。
由斯大林的统治造成的死亡人数的估计在苏联及共产主义的研究学者间起了激烈争论。發表的结果随着估计的时间、标准及估算的方法而变化。一些历史学家试图对苏联历史上的不同时期分開來做估计，对斯大林主义时期牺牲者的估计从800万到6100万不等。一些学者当中，斯大林传记作家西蒙·塞巴格·蒙蒂菲奥里、前政治局委员亚历山大·尼古拉耶维奇·雅科夫列夫及耶鲁“共产主义记录”系列的负责人乔纳森·布伦特提出约有2000万人的死亡。羅伯特·康奎斯特在他的书《大恐怖》最新一版（2007年）估计尽管准确的人数永远无法确定，苏联共产主义领导人对至少1500万人的死亡负有责任。
根据史蒂芬·惠特克罗夫特，斯大林的统治可被指控造成上百万人的“故意死亡”，即使由政权的“玩忽职守”及“残酷”造成的死亡數字明顯更高，甚至超过希特勒。惠特克罗夫特排除了所有死於饑荒的人是“有意的死亡”，并声称那些確實符合的較接近於“处死”而不是“谋杀”的分类。然而，斯大林时期的一些行动，除了間接促進乌克兰大饥荒之外，还有去富農化及针对少数民族的目标行动，可被视为种族灭绝，

至少是在寬鬆定義上。
种族清洗学者亚当·琼斯声称“人类经历的记录中很少有暴行可與1917年，布尔什维克夺权政权後，到1953年斯大林去世，苏联转向較為约束且很大程度上不是那麼殘忍的國內政策之間引發的暴行相比。”他指出红色高棉（相对而言）及毛泽东统治下的中国（绝对而言）是其中的例外。

#### 红色恐怖
俄国内战期间，双方都作出过恐怖活动（红色和白色恐怖）。红色恐怖通过政治警察契卡将数以万计的“阶级敌人”就地正法。當中许多牺牲者是被围捕的“资产阶级人质”後被其就地正法以报复任何所谓的反革命挑衅。许多人在镇压反抗中处死，像是喀琅施塔得起义和坦波夫起义。唐纳德·雷菲尔德教授声称“仅喀琅施塔得和坦波夫之后的镇压就有数以万计的人被处决。”不少东正教牧师也被杀死。
尼古拉斯·魏斯指，去哥萨克化政策其實是苏联领导人對“排除、消灭并驱逐整个地区的人口”的嘗試。在1919年的前几个月，10,000到12,000名哥萨克被处死，而且更多的人被驅逐，在他們的村庄被夷为平地後。

#### 大清洗（叶若夫时期）
斯大林试图巩固自己作为苏联领导人的地位，导致对各类人拘留和执行死刑的數字劇增，1937–38年达到高潮（这段时期有时被称作叶若夫时期），并且一直持续到1953年斯大林逝世。其中有约700,000人从脑后枪决，其他人在“调查拘禁”的拷打中以及在古拉格中因为饥饿、疾病、暴露和过度劳累死去。
逮捕行动通常根据反革命法实施，其中包括未报告叛逆行为，以及1937年修正案中未履行指定职责的行为。内务人民委员会国家安全部（GUGB NKVD）在1936年10月到1938年11月的调查行动中至少有1,710,000人被捕，并有724,000人被处决。
至于对神职人员的迫害，迈克尔·埃尔曼称“……1937–38年亦曾打击俄国正教会及其他宗教的神父（Binner & Junge 2004）或许同样也能当作是灭绝”。亚历山大·尼古拉耶维奇·雅科夫列夫引用教会的文件估计超过100,000名牧师、修士和修女在此期间被处死。
前“富农”和他们的家庭构成了死难者的大多数，有669,929人被捕，并有376,202人被处死。

#### 内务人民委员会的国内行动
1930年代，内务人民委员会在国内掀起了一系列的行动，针对一些有反革命活动嫌疑的“国家特遣队”。总共有350,000人被捕，并有247,157人被处死。其中波兰人行动针对已不存在的波兰军事组织，其逮捕和處死的人數似乎是最高的，有140,000人被捕，并有111,000人被处死。即使这些行动按照联合国公約可以定为种族灭绝，或按蒙蒂菲奥里定为“小规模种族灭绝”，对这些事件还是没有权威的法律裁定。

#### 蒙古的大清洗
1937年夏秋两季，约瑟夫·斯大林安排NKVD特工去蒙古人民共和国并協助霍爾洛·喬巴山策划了蒙古大清洗，其中有22,000到35,000人被处死。大约18,000名牺牲者是喇嘛。

#### 苏联在二战期间的屠杀
1939年9月，随着蘇聯入侵波蘭，内务人民委员会特遣部队开始在占领区清除“苏联的敌对分子”。内务人民委员会有组织地实施拷打，常常造成死亡。
最臭名昭著的屠杀发生在1940年春，当时内务人民委员会在卡廷大屠杀中处死了21,857名波兰军事组织成员和思想领袖。根据波兰国家回忆研究所資料，150,000名波兰公民死于苏联在战争期间的镇压。

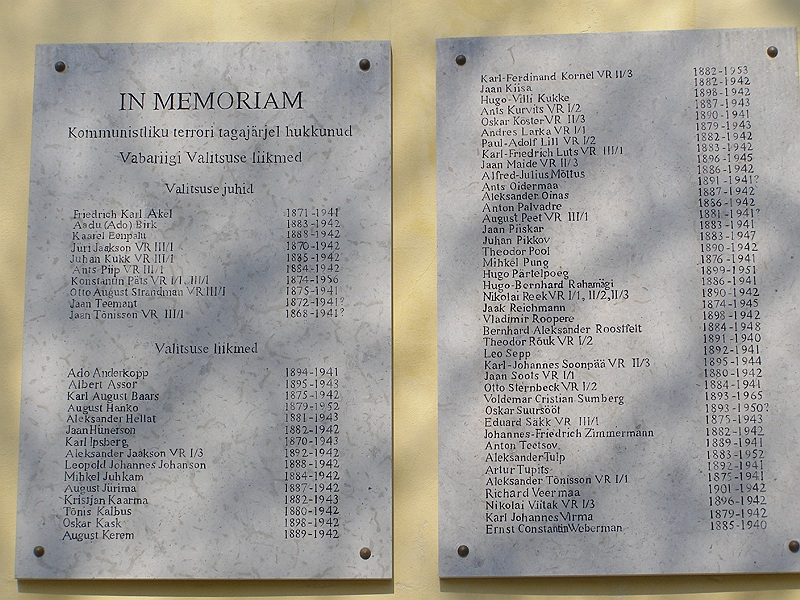
主教座堂山上爱沙尼亚政府大楼墙上的纪念牌，纪念共产主义恐怖政策中死去的政府官员

处决行动也发生在佔領波羅的海國家的行动后，而且在巴巴羅薩行動的初期，内务人民委员会和红军部队在从轴心国的进攻中撤出之前屠杀了上万名囚犯和政治对手。

### 中华人民共和国
中国共产党在第二次国共内战中，于1949年在中国建立政权。鉴于苏联的经验，毛泽东认为如要实现马克思主义的理想社会，暴力是必須的，并且要大规模地策劃和使用暴力。历史学界的共识是：在毛泽东夺取政权以后，其政策和政治迫害造成数千万人直接或间接死亡。

#### 土改和镇反运动

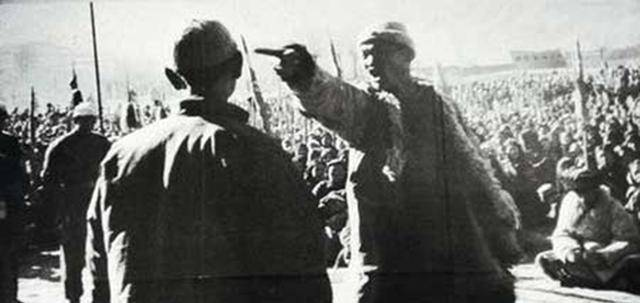
土改時期农民正在对地主进行批斗。

土地改革运动和镇压反革命运动是在毛泽东时期第一次发生的大规模屠杀。根据1948年官方发布的资料，毛泽东构想“十分之一的农民”（大约五千萬）“会被打倒”以促进土改。实际土改中被杀的人数据称会更低，但至少有一百万。
镇反运动的目标主要是前中国国民党官员和被怀疑不忠的知识分子。至少712,000人被处决，1,290,000人被投进劳改营，并有1,200,000人“处以长期的思想改造”。

#### 反右运动
1957年，反右运动将大批人打成“右派”，成为“阶级敌人”，人数在55万到300万人之间。有4000多人非正常死亡。

#### 大跃进
本杰明·瓦伦蒂诺称大跃进是中国大饥荒的原因之一，而且饥荒的始作俑者被转移到政权的敌人身上。那些在先前的政治运动中被打成“黑五類”（宗教领袖、右派、富农等）的人死亡人数最多，由于他们在食物配给中获得了最低的次序。历史学家冯客在著作《毛泽东的大饥荒》中写道“胁迫、恐吓、系统性暴力是大跃进的根本基礎”，而且“促動了人类历史上其中一場最致命的大屠杀。”他对中国省级和地方级档案的研究指出死亡人数至少有四千五百萬，而且“很多情况下中國共產党对國民餓死並死去非常清楚”。冯客估计这一时期至少二百五十萬人被草率地杀死或被折磨致死。很多地方，如河南、安徽出現吃人肉的現象。

#### 四清运动
1963年至1965年期间发生的四清运动仅仅覆盖了中国三分之一的城乡地区。然而在短短的两、三年里就有500多万人挨整，7万7千多人被迫害致死。

#### 文化大革命
汉学家马若德和沈迈克估计僅中國農村地區死於文革暴力的人數在七十五萬到一百五十萬之間。毛泽东的红卫兵被授予自由行使侮辱和杀死革命敌人的权力。例如，1966年8月，北京西部就有100多名教师被他们的学生批鬥致死。1967年夏，湖南道縣的三十六個人民公社在兩個月內，掌權的中共武裝人員與貧農殺害了四千五百名富農、地主及其子女親屬。廣西不但把「專政對象」殺死，還把他們吃掉。

#### 六四事件
1989年6月3日晚间至6月4日凌晨，邓小平下令中国人民解放军、武装警察部队和人民警察在北京天安门广场对示威集会人士行使武力，即清场行动。由於中国官方拒绝提供更多事件资料，导致数据模糊且出现多种版本，死亡人数无从考证。据当事人表示，军方驾驶坦克对人群进行扫射和碾压。

#### 镇压法轮功
法轮功是由李洪志创立的气功修炼團體。在20世纪90年代的高速发展时期，中共政府于1999年7月20日发起鎮壓法轮功的运动。早期，法轮功曾一度被中國氣功科學研究會吸收，胡耀邦「三不政策」认为对气功（包括法轮功）虽不鼓励也不应批评。实际上官媒一度正面報導、國家體育運動委員會也表示过支持过法轮功。1999年6月10日，中共中央總書記江澤民下令设置机構610辦公室，調動了國家官方媒體、司法、警察、軍隊、教育系統和事業機構，並通過電視、報紙、廣播和（此后的）互聯網的大規模宣傳及大规模管控以推動相关政策。有分析称存在系統性酷刑、非法拘禁、強迫勞動、活摘器官和濫用精神病醫療措施，藉以迫使修煉者宣布放棄對法輪功的信仰。第一位獲准入中國調查的聯合國酷刑問題特派專員曼弗瑞德·諾瓦克報告指出，酷刑在中國普遍存在，66％受害者是法轮功學員。

#### 新疆种族灭绝及危害人类罪行指控
中共中央总书记习近平领导下的中共中央建设新疆教培中心。人权观察人士及专家指控「新疆再教育营中存在種族滅絕」。有報道指再教育營內部條件惡劣，部分被關人員時常經歷被虐待、洗腦、強迫勞動等，甚至死亡。还有媒體报道再教育營中存在語言及文化清洗、強制分離孩童父母和強制絕育等侵犯人權的行爲。
2022年8月31日，联合国人权事务高级专员巴切莱特发布《新疆人权报告》，指中国以反击恐怖主义和极端主义为名严重侵犯新疆维吾尔族和穆斯林的人权。报告称在新疆发现一系列人权受到不当限制的情况，中国政府的行为可能构成国际罪行，特别是危害人类罪。

### 柬埔寨（民主柬埔寨）

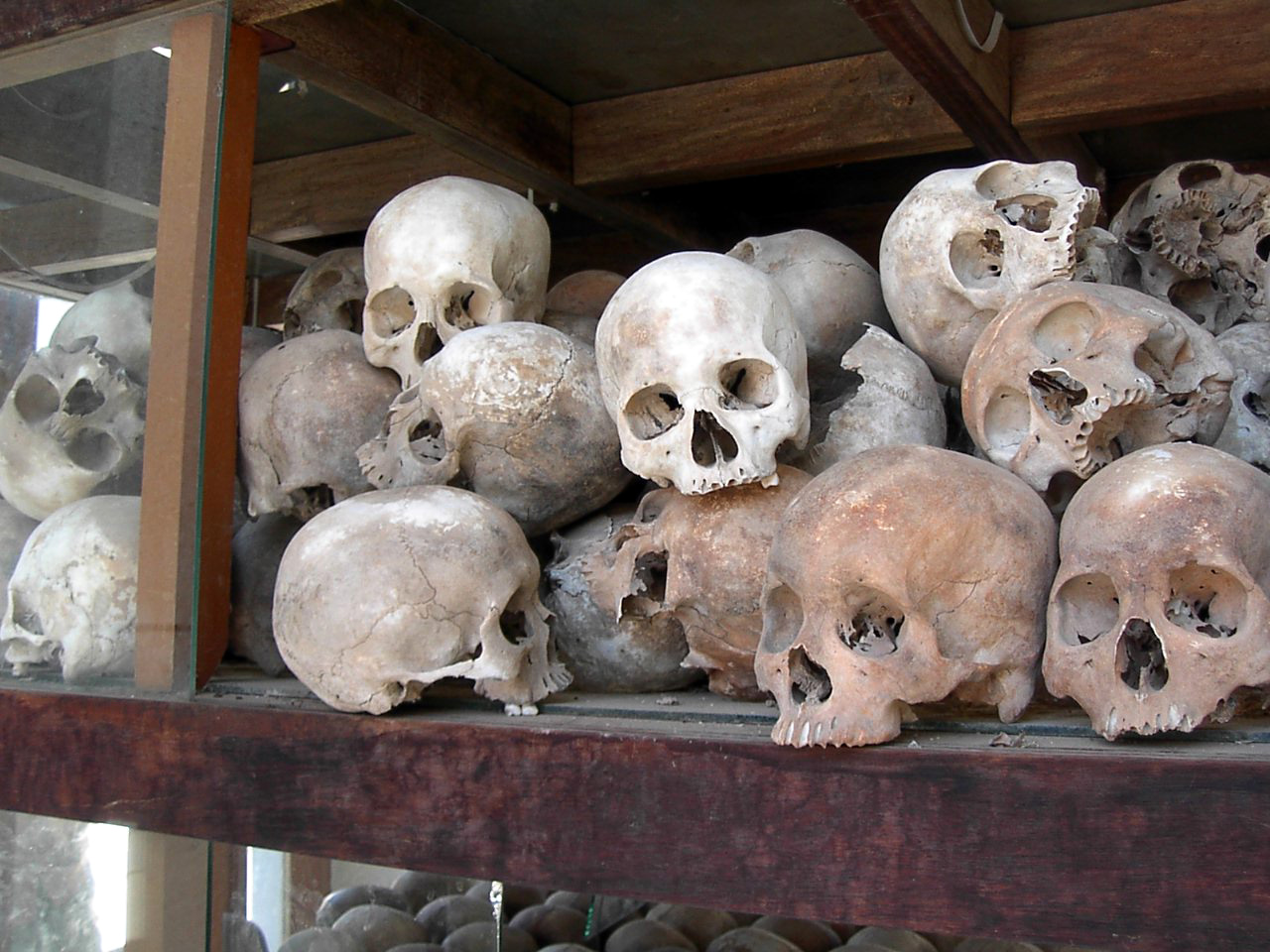
柬埔寨红色高棉政权牺牲者的头颅

研究种族灭绝的学者海伦·费因强调，即使柬埔寨领导人宣称坚持农业共产主义教条的外国版，红色高棉政权排外的意识形态反映出了更多国家社会主义或者法西斯主义的现象。戈德哈根解释称红色高棉之所以排外是因为他们相信高棉人是“能够建立真正共产主义的人”。社会学家马丁·肖描述柬埔寨的种族灭绝是“冷战时期最純粹的种族灭绝”。
殺戮戰場是柬埔寨在红色高棉统治下大片埋葬大量被杀的人的地方，在1975到1979年的这段统治期间，緊接著越南战争结束后。至少200,000人被红色高棉处死，至於对红色高棉的政策造成的死亡人数的估计，包括疾病和饥饿，占据约700万人口中的140万到220万的范围。
民主柬埔寨（红色高棉统治下的柬埔寨）因为战争和混乱的经济活动造成的后果经历了严重的困难。根据迈克尔·维克里，在人口7百万的柬埔寨有740,800人因为饥饿、过度劳累和政治迫害而死。其他估计提出人数大约170万并被耶鲁大学的「柬埔寨種族滅絕研究計畫」描述成“上个世纪人类最严重的惨剧”。
柬埔寨档案中心研究员克雷格·艾奇生（Craig Etcheson）提出死亡人数在200万到250万之间，“最接近”的估计有220万。经过5年对20,000多座墓地的研究，他总结“这些大规模墓地埋葬了1,112,829名牺牲者”。
斯蒂芬·罗斯菲尔德声称民主柬埔寨按人均计算是所有共产主义政权中最极端的，首要原因是“缺乏切实可行的生产力核心”并且“未能对大规模杀戮设定界限”。
1997年柬埔寨政府要求联合国协助开设屠杀审判庭。在2007年7月18日的起诉，向调查法官提出了5名嫌疑人的名字。2007年9月19日，红色高棉二号人物及其幸存的最高级成员农谢被判战争罪和危害人类罪但没有判种族灭绝罪，他会在种族清洗的特别裁决中面对柬埔寨和外国法官。

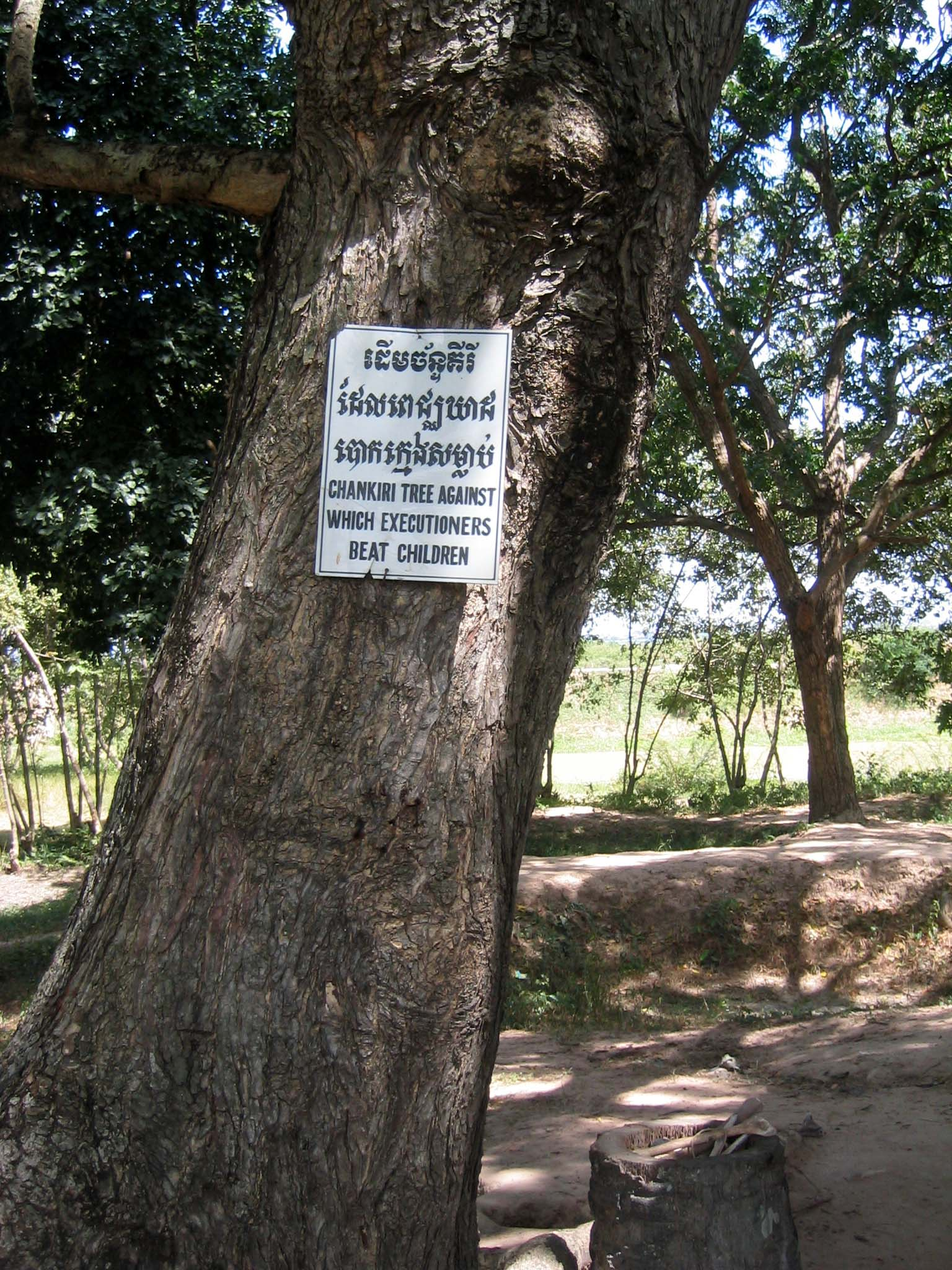
柬埔寨琼邑克，有婴儿曾被砸死在杀戮之树上。

### 其他
大规模屠杀同样发生在越南、朝鲜民主主义人民共和国和罗马尼亚。据推测保加利亚和东德也发生过大规模屠杀（規模較小），即使档案的缺失阻止了明确的判断这些事件的規模及行凶者的动机。
根据本杰明·瓦伦蒂诺，多数自称共产主义的政权没有犯下大规模屠杀的罪行。然而，一些大规模屠杀或许还是发生在一些东欧国家，即使没有足够的档案来对规模、意图和事件起因做出明确的判断。

#### 保加利亚
根据本杰明·瓦伦蒂诺，可取得的证据显示50,000到100,000之间的人可能从1944年开始的部分农业集体化和政治迫害中死在保加利亚，即使档案不足以做出明确的判断。Dinyu Sharlanov在他的书《保加利亚共产主义史》中说大约31,000人在1944到1989年的统治中被杀。

#### 东德
根据瓦伦蒂诺，80,000到100,000之间的人可能在1945年开始的一部分苏联的政治迫害中死在了东德。

#### 罗马尼亚
根据瓦伦蒂诺，60,000到300,000之间的人可能在1945年开始的部分农业集体化和政治迫害中死在了罗马尼亚。

#### 朝鲜民主主义人民共和国
根据鲁道夫·拉梅尔，从1948到1987年间朝鲜民主主义人民共和国强制劳动、处决和集中营造成超过一百万人死亡；其他人估计有400,000人是死于集中营。李古樂估计100,000人被处死，150万死于集中营和强制劳动，500,000死于饥荒，130万死于朝鲜战争。基于最近的朝鲜人口普查的估计表明240,000到420,000人的死亡是由于1990年代的饥荒造成的，而且1993到2008年朝鲜有600,000到850,000人非正常死亡。有指造成多达一百万人死亡的饥荒，被認为是朝鲜政府的经济政策所导致，而且被视为有意的“恐怖饥饿”。2009年，斯蒂芬·罗斯菲尔德称红色大屠杀“仍然存在于朝鲜”作为金正日“拒绝放弃大规模屠杀”的结果。

#### 越南民主共和国
在1950年代初，胡志明政府发起土地改革运动，按照斯蒂芬·罗斯菲尔德，是“以消灭阶级敌人为目标”。牺牲者被以任意方式处置，伴随着4-5%的定额。刑讯逼供在當時被广泛使用。据估计50,000到172,000人死在反对富农和地主的运动中。罗斯菲尔德指出存在更高的人数估计，在200,000到900,000的范围内，其中包括被处死的越南国民党员。

#### 埃塞俄比亚人民民主共和国
國際特赦組織估计共有50万人在1977到1978年的红色恐怖中被杀。红色恐怖中成群的人被赶进教堂并被烧死，而且女性被士兵有系統强奸。拯救儿童基金会报告红色恐怖的牺牲者不仅包括成年人，还有1,000多名儿童，多数年龄在11到13岁之间，尸体被扔在亚的斯亚贝巴的街道上。據稱海尔·马里亚姆·门格斯图自己亲手杀死了政治对手。

#### 匈牙利
在1919年短命的匈牙利苏维埃共和国期间庫恩·貝拉利用「列寧少年隊」（Lenin Boys）犯下罪行打击政治对手。二战后，国家保安局维持着集中营并犯下了大规模种族灭绝。

## 争论

### 阿富汗民主共和国
即使经常被视为共产主义的种族屠杀的事例，阿富汗民主共和国代表了边缘性案例，根据Frank Wayman和Atsushi Tago。苏联入侵之前，阿富汗人民民主党处决了10,000到27,000之间的人，多数在Pul-e-Charkhi监狱。1979年入侵后，苏联组建了巴布拉克·卡尔迈勒的傀儡政府，但不是明显稳定的共产主义政权并处于战争状态。1987年，全国大约80%的地区已持續被亲共政府控制（并支持苏军）和军队以外的勢力占领。为了打破平衡，苏联用了“焦土政策”和“迁徙灭绝”的策略：通过在叛乱省有组织的烧毁庄稼并破坏村庄，以及通过对涉嫌藏匿或支持叛乱者的整个村庄的报复性轰炸，苏联试图强迫当地人口迁移至苏联控制的地区，由此夺去他们对反对派武装的支持。在苏联1988年撤军的时候，100到150万人被杀，多数为阿富汗公民，而且三分之一阿富汗人口流离失所。M. Hassan Kakar指出“阿富汗人是最后一个超级大国造成的种族灭绝的牺牲者”。已挖出的被处死的犯人的万人坑追溯到苏联时期。

### 1932年苏联饥荒
在苏联，农业政策的强制改革（农业集体化）与干旱导致了苏联1932–1933年的饥荒。饥荒最严重的是在乌克兰苏维埃社会主义共和国，在那里常常称作Holodomor。很大一部分饥民（300–350万）是乌克兰人，同时苏联牺牲者总数估计在600–800万。
一些研究者指出造成饥荒的斯大林主义政策或许被设计作为对乌克兰民族主义抬头的抨击，而且由此可能属于种族灭绝的法律定义（参见乌克兰大饥荒的种族灭绝问题）。经济学家迈克尔·埃尔曼指出苏联从1930–34年的行动构成了“一系列的反人类罪行”。本杰明·瓦伦蒂诺提出“有強力的证据表明苏联当局以饥饿为武器摧毁农民對农业集体化的抵抗”而且“这些政策相关的死亡满足大屠杀的标准”。耶鲁大学历史学教授提摩希·D·史奈德指出在1933年“约瑟夫·斯大林故意在乌克兰制造饥饿”，通過“无情的征粮运动开啟了欧洲时代的大规模杀戮”。
尤先科领导下的乌克兰（2004–2010）试图让世界承认这场饥荒为种族灭绝，这一行动受到了一些外国政府支持。俄罗斯政府强烈反对这一观点，指责尤先科把悲剧政治化，赤裸裸的宣传，而且伪造档案。2010年，乌克兰总统亚努科维奇推翻了尤先科对乌克兰大饥荒的政策，并且俄乌两国都认为乌克兰大饥荒是两国共同的悲剧，由“斯大林的极权统治”引起，而不是蓄意的针对乌克兰人的种族灭绝行动。欧洲理事会议会大会在决议草案中宣称“苏联残酷且刻意的行动及政策”造成了饥荒并要为乌克兰、白俄罗斯、哈萨克斯坦、摩尔多瓦和俄罗斯“数百万无辜的人”的死亡负责。相对于其人口，哈萨克斯坦据信受到了最严重的影响。就哈萨克人的情况，迈克尔·埃尔曼称“看起来是超出联合国公约适用范围的‘忽略的种族灭绝’示例（Schabas 2000, pp. 226 – 228）”。

### 对少数民族的大规模驱逐
约瑟夫·斯大林统治期间的苏联政府實施了深刻影响苏联民族版图的一系列大规模的驱逐行动。驱逐行动发生在极端恶劣的条件下，成千上万的人死在路上。一些专家估计驱逐行动中的死亡人数在一些情况下为每三人中就有一人死亡的程度。关于克里米亚鞑靼人的灾难，斯坦福大学的阿米尔·韦纳（Amir Weiner）写道该政策可以定为“种族清洗”。莱曼·霍华德·莱格特斯（Lyman H Legters）在《Century of Genocide》一书中写道“我们不能严格地说种族灭绝，只有在其过程中存在种族灭绝的可能性。”

### 西藏問題
根据共产主义黑皮书，中国共产党对西藏人实行了文化灭绝。让-路易·马戈林称杀戮在西藏成比例地大过中国内地，而且“因为涉及的数量可以合理地讲作种族灭绝”。达赖喇嘛和藏人行政中央声称，“藏人不仅被枪决，而且被殴打致死、折磨、活活烧死、淹死、肢解、饿死、勒死、吊死、活活煮死、活埋、分尸及斩首”。藏學家和人類學家梅尔文·戈尔茨坦則維護中共，說西藏流亡政府「經常誇張失實地指控中國種族屠殺以及中國的人權狀況」。，學者王力雄和佛光大學教授謝劍，謂達賴喇嘛對藏人受迫害之說有許多「誇張與離譜之處」，且達賴在1990年向外界宣傳「藏人正在走向滅絕」和西方媒體用誅族（種族屠殺）這類用詞「指責」中共「畢竟是誇大了」。
专注种族灭绝研究的加拿大学者亚当·琼斯，指出1959年藏区骚乱后，中国当局批斗反对派，在这期间“……共产党干部谴责、折磨并经常处决阶级敌人”。这段时间造成600万人口中的92,000人的死亡。这些死亡，琼斯强调，或许看起来不仅是种族灭绝也是“精英灭绝”——“针对西藏人口中受良好教育及倾向于领导的分子”。
国际法律家委员会在第二份針對西藏的報告聲稱：「存在试图摧毁藏人作为宗教群体的灭绝行为，这些行为属于独立于任何常规责任归属的灭绝行为。沒有充足證據證明藏人在種族、民族或族群上受到滅絕...」。

### 將饥荒歸類為屠杀
记者和作家舍马斯·米尔恩質疑源於饥荒的死亡是否应视为与国家的杀戮相等，因為从人口数据用于估计饥荒的死亡可能不可靠。他指出，如果是，那么英国应该为19世纪的饥荒期间印度3000万人的死亡负责，而且他抱怨道“没有这样综合的对殖民地事蹟之聲討”。
本杰明·瓦伦蒂诺写道：“即使不是所有的因为饥荒而造成的死亡在这些情况下是有意的，共产主义领导人直接用饥荒的最严重影响对付他们怀疑的敌人并以饥饿为武器强迫数百万人顺从国家的指令。”
丹尼尔·戈德哈根指出在一些情况下，源於饥荒的死亡不应该区别于大屠杀：“当政府没有缓解饥荒，政治领导人决定对大规模死亡‘並不說不’——也就是说，他们说了‘是’”。他声称饥荒被苏联、德国、共产主义中国、英国在肯尼亚、尼日利亚豪薩人反抗伊博族、红色高棉、共产主义北朝鲜、厄立特里亚埃塞俄比亚族、津巴布韦反击反对派控制的地区，以及南苏丹和达尔富尔政治伊斯兰主义者利用或者有意容忍。

## 知名的行刑人
瓦西里·布罗金少将，斯大林在卢比扬卡监狱的首席行刑官，私下枪毙了上千名囚犯并被一些历史学家视为历史上处决最多的刽子手。

## 法律状态及控诉

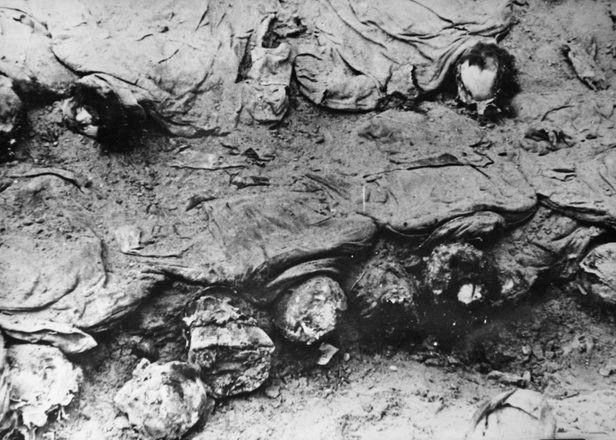
卡廷1943年发掘的尸体。国际红十字会派代表拍摄。

埃塞俄比亚前领导人海尔·马里亚姆·门格斯图被定为种族灭绝罪、战争罪和危害人类罪，埃塞俄比亚法院以其在红色恐怖中的角色，並且作為被起訴这些罪名的红色高棉最高级别的现存者，對他判處死刑。然而，没有共产主义国家或政府部门被判为种族灭绝罪。埃塞俄比亚法律跟联合国及其他的定义有別，它定義种族灭绝罪是企圖清除政治群體，而不光是族裔群体。从這种意义上说它接近于政治灭绝罪的區分。
根据捷克共和国法律，公开否认、质疑、赞成或者企图辩护纳粹和共产主义种族灭绝或者纳粹和共产主义其他罪行的人会被处以6个月到3年徒刑。2005年3月，波兰下议院一致要求俄罗斯把斯大林手下内务人民委员会处死21,000名波兰军事组织成员及思想领袖的卡廷大屠杀定为种族灭绝罪。俄罗斯联邦检察官办公室的亚历山大·萨文科夫回应道：“种族灭绝的版本已经檢視过，而且我的坚定信念是绝对没有基礎去從法律条款談論這件事。”2010年3月，纪念组织呼吁俄罗斯总统德米特里·梅德韦杰夫公开谴责大屠杀是反人类罪行。2010年11月26日，俄罗斯国家杜马发布公告称档案材料“不仅揭开了他可怕的悲剧的规模，而且提供了证據說明在卡廷犯下的罪行是直接来自斯大林和其他苏联领导人的命令。”
2010年7月26日，超过14,000人受到折磨并被谋杀（多数在附近的琼邑克）的民主柬埔寨S-21集中营的监狱长康克由（又称杜赫同志）被判为危害人类罪并判处35年监禁。他的刑期减少到19年是因为他已经入狱11年。
乌克兰拉达于2003年率先认定大饥荒为种族灭绝，并于2006年将否定大饥荒与纳粹大屠杀认为刑事犯罪。2010年，基辅上诉法院裁决乌克兰大饥荒是种族灭绝行为，并裁定约瑟夫·斯大林、维亚切斯拉夫·莫洛托夫、拉扎尔·卡冈诺维奇、斯坦尼斯拉夫·科西奥尔、帕维尔·波斯特舍夫、孟德尔·哈塔耶维奇、弗拉斯·丘巴尔及其他布尔什维克领导人负有责任。自2006年以来，这场大饥荒已被乌克兰及其他15个国家认定为种族灭绝，作为苏联当局推出的针对乌克兰人的灭绝行为。

### 引用
1. ↑  Courtois (1999) "Introduction" p. X: USSR: 20 million deaths; China: 65 million deaths; Vietnam: 1 million deaths; North Korea: 2 million deaths; Cambodia: 2 million deaths; Eastern Europe: 1 million deaths; Latin America: 150,000 deaths; Africa: 1.7 million deaths; Afghanistan: 1.5 million deaths; the international Communist movement and Communist parties not in power: about 10,000 deaths.
2. 1 2 3  Valentino (2005) Final solutions p. 91.
3. ↑  Valentino (2005) Final solutions p. 9: "Mass killing and Genocide. No generally accepted terminology exists to describe the intentional killing of large numbers of noncombatants."
4. 1 2 3 4  Stephen Wheatcroft. The Scale and Nature of German and Soviet Repression and Mass Killings, 1930–45. Europe-Asia Studies, Vol. 48, No. 8 (Dec. 1996), pp. 1319–1353
5. ↑  Jones (2010) Genocide p. 137.
6. ↑  Beth van Schaack. The Crime of Political Genocide: Repairing the Genocide Convention's Blind Spot. The Yale Law Journal, Vol. 106, No. 7 (May 1997), pp. 2259–2291
7. ↑  Harff, Barbara; Ted R.  32: 359–371. 1988.
8. ↑  Midlarsky (2005) Killing trap p. 310: "Indeed, an arc of Communist politicide can be traced from the western portions of the Soviet Union to China and on to Cambodia."
9. ↑  Midlarsky (2005) Killing trap p.321.
10. ↑  Totten, Samuel. . Greenwood. 2008: 106. ISBN 978-0-313-34642-2.
11. ↑  Fein, Helen. . . Sage Publications. 1993: 75. ISBN 978-0-8039-8829-3. （原始内容存档于2020-08-06）.
12. 1 2  Wayman, FW; Tago, A. . Journal of Peace Research Online. 2009: 1–17.
13. ↑  Semelin (2009) Purify and Destroy p. 344.
14. ↑  Semelin (2009) Purify and Destroy p. 318.
15. ↑  Mann (2005) Dark Side of Democracy p. 17.
16. ↑  Benjamin Valentino, Paul Huth, Dylan Bach-Lindsay, (2004), "Draining the Sea: mass killing and guerrilla warfare," International Organization 58,2 (375–407): p. 387.
17. ↑  Valentino (2005) Final solutions p. 91
18. ↑  Congress (US), (1993), Friendship Act (HR3000) （页面存档备份，存于） p. 15, s. 905a1.
19. ↑  Rauch, Jonathan. . The Atlantic Monthly. December 2003  [April 24, 2010]. （原始内容存档于2012-10-22）.
20. ↑  Victims of Communism Memorial Foundation, (n.d.), "History of Communism （页面存档备份，存于）," online: Victims of Communism Memorial Foundation, §"A Moral Blind Spot".
21. ↑  Rosefielde (2009) Red Holocaust
22. ↑  Möller, Horst.  [The red Holocaust and the Germans. The debates on the 'Black Book of Communism']. Piper Verlag. 1999. ISBN 978-3-492-04119-5.
23. ↑  
Harff, Barbara. . The Journal of Interdisciplinary History (MIT Press Journals). Summer 1996.
24. ↑  Karlsson, Klas-Göran; Schoenhals, Michael.  (PDF). Forum for Living History. 2008: 111  [2014-10-11]. ISBN 978-91-977487-2-8. （原始内容 (PDF)存档于2010-08-24）.
25. ↑  Totten, Samuel; Steven L. Jacobs. . Transaction Publishers. 2002: 168. ISBN 0-7658-0151-5.
26. 1 2 3  Rummel, RJ. . WorldNetDaily. December 15, 2004  [May 19, 2010]. （原始内容存档于2011-01-18）.
27. ↑  Rosefielde (2009) Red Holocaust pp. 1, 7.
28. ↑  Conquest (2007) Great Terror p. xxiii.
29. ↑  Yakovlev (2002) Century of Violence p. 20.
30. ↑  Ray, Barry. . 佛罗里达州立大学. 2007  [2014-10-11]. （原始内容存档于2016-05-05）.
31. ↑  Fitzpatrick, Sheila. . 牛津大学出版社. 2008: 77. ISBN 0-19-923767-0.
32. ↑  Applebaum, Anne (foreword) and Hollander, Paul (introduction and editor). . Intercollegiate Studies Institute. 2006: xiv  [2020-12-20]. ISBN 1-932236-78-3. （原始内容存档于2020-11-07）.
33. ↑  Watson, George. . Lutterworth press. 1998: 77. ISBN 978-0-7188-2986-5.
34. ↑  Grant, Robert. . The Review of English Studies (New Series). November 1999, 50 (200): 557–559.
35. ↑  Goldhagen (2009) Worse than War p. 206.
36. ↑  Pipes (2001) Communism p. 147.
37. ↑  Gray, John. . Ellen Frankel Paul  (编). . Transaction Publisher. 1990: 116. ISBN 978-0-88738-850-7.
38. 1 2  Weitz, Eric D. . 普林斯顿大学出版社. 2003: 251–252. ISBN 978-0-691-00913-1. ISBN 0-691-00913-9.
39. ↑  Hicks, Stephen R. C. . Scholarly Publishing. 2009: 87–88. ISBN 1-59247-646-5. ISBN 1-59247-642-2.
40. ↑  Courtois (1999) "Introduction" p. x.
41. ↑  Courtois, Stéphane. . Courtois, Stéphane; Kramer, Mark  (编). . 哈佛大学出版社. 1999: 727–758. ISBN 0-674-07608-7. at p. 727.
42. ↑  Courtois (1999) "Introduction" p. 4.
43. ↑  Courtois (1999) "Introduction" p. 2.
44. ↑  Valentino (2005) Final solutions pp. 34–37.
45. ↑  Valentino (2005) Final solutions pp. 93–94.
46. ↑  Mann (2005) Dark Side of Democracy p. 351.
47. ↑  Semelin (2009) Purify and Destroy'' p. 331.
48. ↑  Martin Malia "Foreword: Uses of Atrocity" in The Black Book pp. xvii–xviii.
49. ↑  Hertzke, Allen D. . Freeing God's Children: The Unlikely Alliance for Global Human Rights (Lanham, Maryland: Rowman & Littlefield). 2006: 24. ISBN 978-0-7425-4732-2.
50. ↑  Thompson, John H.  6. New Haven, Connecticut: Westview Press. 2008: 254–255. ISBN 978-0-8133-4395-2.[]
51. ↑  Rappaport, Helen. . Santa Barbara, California: ABL-CLIO. 1999: 82–83. ISBN 978-1-57607-208-0.
52. ↑  Goldhagen (2009) Worse than War p. 54: "...in the past century communist regimes, led and inspired by the Soviet Union and China, have killed more people than any other regime type."
53. 1 2  Rosefielde (2009) Red Holocaust pp. 225–226.
54. ↑  Aarons 2007，第71 & 80–81頁.
55. ↑  Bevins 2020，第240頁.
56. ↑  Stephen G. Wheatcroft, "Victims of Stalinism and the Soviet Secret Police: The Comparability and Reliability of the Archival Data. Not the Last Word", Source: Europe-Asia Studies, Vol. 51, No. 2 (Mar. 1999), pp. 315–345, gives the following numbers: During 1921–53, the number of sentences was (political convictions): sentences, 4,060,306; death penalties, 799,473; camps and prisons, 2,634397; exile, 413,512; other, 215,942. In addition, during 1937–52 there were 14,269,753 non-political sentences, among them 34,228 death penalties, 2,066,637 sentences for 0–1 year, 4,362,973 for 2–5 years, 1,611,293 for 6–10 years, and 286,795 for more than 10 years. Other sentences were non-custodial.
57. ↑  John Earl Haynes与Harvey Klehr. In Denial: Historians, Communism, and Espionage. Encounter Books, 2003. ISBN 1-893554-72-4. pp. 14–27
58. ↑  John Keep. Recent Writing on Stalin's Gulag: An Overview （页面存档备份，存于）. 1997
59. ↑  Courtois, Stéphane; Kramer, Mark. . 哈佛大学出版社. 1999: 4. ISBN 0-674-07608-7.
60. ↑  Nove, Alec. Victims of Stalinism: How Many?, in Stalinist Terror: New Perspectives (edited by J. Arch Getty and Roberta T. Manning), 剑桥大学出版社, 1993. pp. 260-274. ISBN 0-521-44670-8.
61. ↑  R. J. Rummel. . Transaction Publishers. 1997: 10, 15, 25. ISBN 1-56000-927-6.
62. ↑  Montefiore (2005) Court of the Red Tsar p. 649: "Perhaps 20 million had been killed; 28 million deported, of whom 18 million had slaved in the Gulags."
63. ↑  Dmitri Volkogonov. . : 139: "Between 1929 and 1953 the state created by Lenin and set in motion by Stalin deprived 21.5 million Soviet citizens of their lives.".
64. ↑  Yakovlev (2002) Century of Violence p. 234: "My own many years and experience in the rehabilitation of victims of political terror allow me to assert that the number of people in the USSR who were killed for political motives or who died in prisons and camps during the entire period of Soviet power totaled 20 to 25 million. And unquestionably one must add those who died of famine—more than 5.5 million during the civil war and more than 5 million during the 1930s."
65. ↑  Gellately (2007) Lenin, Stalin, and Hitler[錨點失效] p. 584: "More recent estimations of the Soviet-on-Soviet killing have been more 'modest' and range between ten and twenty million."
66. ↑  Courtois (1999) "Introduction" p. 4: "U.S.S.R.: 20 million deaths."
67. ↑  Jonathan Brent, Inside the Stalin Archives: Discovering the New Russia. Atlas & Co., 2008 (ISBN 0-9777433-3-0) Introduction online （页面存档备份，存于） (PDF file): "Estimations on the number of Stalin's victims over his twenty-five year reign, from 1928 to 1953, vary widely, but 20 million is now considered the minimum."
68. ↑  Rosefielde (2009) Red Holocaust p. 17: "We now know as well beyond a reasonable doubt that there were more than 13 million Red Holocaust victims 1929–53, and this figure could rise above 20 million."
69. ↑  Conquest (2007) Great Terror p. xvi: "Exact numbers may never be known with complete certainty, but the total of deaths caused by the whole range of Soviet regime's terrors can hardly be lower than some fifteen million."
70. ↑  Naimark, Norman M. . 普林斯顿大学出版社. 2010: 133–135. ISBN 0-691-14784-1.
71. ↑  Anne Applebaum. The Worst of the Madness （页面存档备份，存于） The New York Review of Books, November 11, 2010.

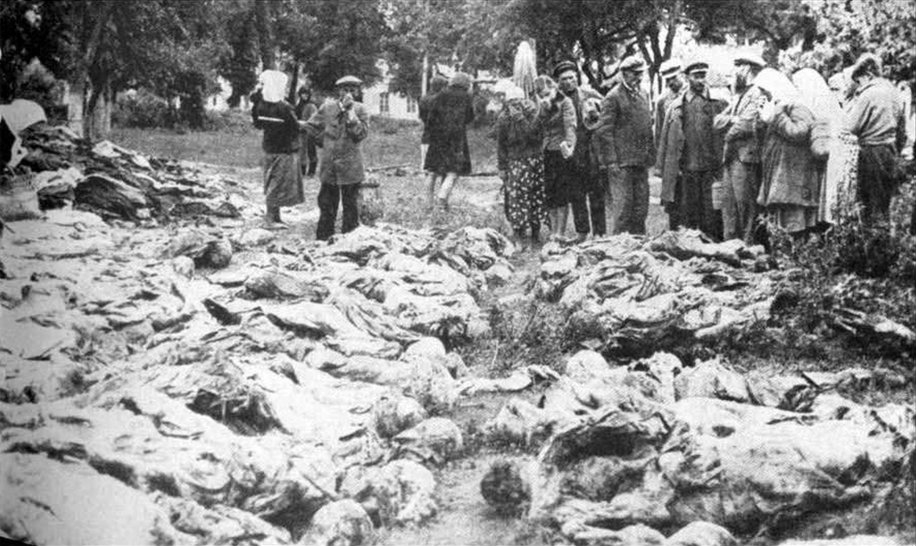
1943年6月的乌克兰文尼察，1937–38年间的苏联的万人坑被揭开，并有上百具尸体被挖出以讓家属辨认。

72. 1 2 3 4 5 6 7 8  Michael Ellman （页面存档备份，存于）, Stalin and the Soviet Famine of 1932–33 Revisited （页面存档备份，存于） Europe-Asia Studies, Routledge. Vol. 59, No. 4, June 2007, 663–693. PDF file
73. ↑  Jones (2010) Genocide p. 124.
74. ↑  Sergei Petrovich Melgunov, The Red Terror in Russia, Hyperion Pr (1975), ISBN 0-88355-187-X. [页码请求];
See also: S. Melgunoff (1927) "The Record of the Red Terror （页面存档备份，存于）" Current History unknown volume and edition (pp. 198–205) at unknown page.[侵犯?][冊数／期数请求]
75. ↑  Lincoln, W. Bruce, Red Victory: A History of the Russian Civil War (1999) Da Capo Press.pp. 383–385 ISBN 0-306-80909-5.
76. ↑  Leggett, George. . 牛津大学出版社. 1987: 197–198. ISBN 0-19-822862-7.
77. ↑  Figes (1997) A People's Tragedy p. 647.
78. ↑  Figes (1997) A People's Tragedy p. 643.
79. ↑  唐纳德·雷菲尔德（英语：Donald Rayfield）. Stalin and His Hangmen: The Tyrant and Those Who Killed for Him. Random House, 2004. ISBN 0-375-50632-2. p. 85
80. ↑  Yakovlev (2002) Century of Violence p. 156.
81. ↑  Richard Pipes. Russia Under the Bolshevik Regime. Vintage Books, 1994 ISBN 0-679-76184-5. pg 356
82. ↑  Nicolas Werth "A State against its People: violence, repression, and terror in the Soviet Union" in The Black Book p. 98.
83. ↑  Peter Holquist. "Conduct merciless mass terror": decossackization on the Don, 1919 （页面存档备份，存于）"
84. ↑  Figes (1997) A People's Tragedy p. 660.[查证请求]
85. ↑  Gellately (2007) Lenin, Stalin, and Hitler[錨點失效] pp. 70–71.
86. ↑  Barry McLoughlin (2002) "Mass Operations of the NKVD, 1937–1938: a survey." in Stalin's Terror: High Politics and Mass Repression in the Soviet Union eds. Barry McLoughlin, Kevin McDermott [?]: Palgrave Macmillan, p. 141. ISBN 1-4039-0119-8.
87. ↑  Gellately (2007) Lenin, Stalin, and Hitler[錨點失效] p. 256.
88. ↑  Ellman, Michael. . Europea-Asia Studies. 2002, 34 (7): 1151–1172. The best estimate that can currently be made of the number of repression deaths in 1937–38 is the range 950,000–1.2 million, i.e., about a million. This estimate should be used by historians, teachers, and journalists concerned with twentieth century Russian—and world—history
89. ↑  N.G. Okhotin, A.B. Roginsky "Great Terror": Brief Chronology （页面存档备份，存于） Memorial, 2007
90. ↑  Courtois (1999) The Black Book photographic insert following p. 202.
91. ↑  Yakovlev (2002) Century of Violence p. 165;
See also: Pipes (2001) Communism p. 66.
92. ↑  Orlando Figes. The Whisperers: Private Life in Stalin's Russia. Metropolitan Books, 2007. ISBN 0-08050-7461-9, page 240
93. 1 2  Montefiore (2005) Court of the Red Tsar p. 229.
94. ↑  Hiroaki Kuromiya, The Voices of the Dead: Stalin's Great Terror in the 1930s. 耶鲁大学出版社, December 24, 2007. ISBN 0-300-12389-2. p. 2
95. 1 2   (PDF).   [2014-10-11]. （原始内容 (PDF)存档于2011-05-11）.
96. ↑  .   [2014-10-11]. （原始内容存档于2019-10-22）.
97. ↑  Interview （页面存档备份，存于） with Tomasz Strzembosz: Die verschwiegene Kollaboration Transodra, 23. Dezember 2001, p. 2 （德文）
98. ↑  Jan T. Gross. Revolution From Abroad: The Soviet Conquest of Poland's Western Ukraine and Western Belorussia. 普林斯顿大学出版社, 2002. ISBN 0-691-09603-1. pp. 181–182
99. ↑  Paul, Allen. Katyn: Stalin's Massacre and the Seeds of Polish Resurrection. Naval Institute Press, 1996. ISBN 1-55750-670-1. p. 155
100. ↑  Fischer, Benjamin B., "The Katyn Controversy: Stalin's Killing Field （页面存档备份，存于）". "Studies in Intelligence", Winter 1999–2000. Retrieved on December 10, 2005.
101. ↑  Parrish (1996) Lesser Terror pp. 324, 325.
102. ↑  Montefiore (2005) Court of the Red Tsar pp. 197–198, 332, 334.
103. ↑  . AFP/Expatica. July 30, 2009  [November 4, 2009]. （原始内容存档于2014-10-19）.
104. ↑  Wojciech Materski and Tomasz Szarota. Polska 1939–1945. Straty osobowe i ofiary represji pod dwiema okupacjami.Institute of National Remembrance(IPN) Warszawa 2009 ISBN 978-83-7629-067-6.
105. ↑  Montefiore (2005) Court of the Red Tsar p. 334
106. ↑  Gellately (2007) Lenin, Stalin, and Hitler[錨點失效] p. 391.
107. 1 2  Rummel, Rudolph J. . Transaction Publishers. 2007: 223. ISBN 978-1-4128-0670-1.
108. 1 2  Goldhagen (2009) Worse than War p. 344.
109. ↑  Short (2001) Mao p. 631;
 张戎和喬·哈利戴. 毛泽东：鲜为人知的故事. Jonathan Cape, London, 2005. ISBN 0-224-07126-2. p. 3
 鲁道夫·拉梅尔 China’s Bloody Century: Genocide and Mass Murder Since 1900 （页面存档备份，存于） Transaction Publishers, 1991. ISBN 0-88738-417-X. p. 205: In light of recent evidence, Rummel has increased Mao's democide toll to 77 million （页面存档备份，存于）.
110. ↑  Fenby, Jonathan.  Modern China: The Fall and Rise of a Great Power, 1850 to the Present. Ecco, 2008. ISBN 0-06-166116-3. p. 351 "Mao’s responsibility for the extinction of anywhere from 40 to 70 million lives brands him as a mass killer greater than Hitler or Stalin, his indifference to the suffering and the loss of humans breathtaking."
111. ↑  Short (2001) Mao pp. 436–437.
112. ↑  Steven W. Mosher. China Misperceived: American Illusions and Chinese Reality. Basic Books, 1992. ISBN 0-465-09813-4. pp 72, 73
113. ↑  Yang Kuisong. Reconsidering the Campaign to Suppress Counterrevolutionaries （页面存档备份，存于） The China Quarterly, 193, March 2008, pp.102–121. PDF file.
114. 1 2  . 美国之音.   [2022-10-25]. （原始内容存档于2022-11-08） （中文）.
115. 1 2  Valentino (2005) Final solutions p. 128.
116. ↑  冯客. Mao's Great Famine: The History of China's Most Devastating Catastrophe, 1958-62. Walker & Company, 2010.  pp. x, xi. ISBN 0-8027-7768-6.
117. ↑  .   [2014-10-11]. （原始内容存档于2011-08-09）.
118. ↑  Issac Stone Fish. Greeting Misery With Violence （页面存档备份，存于）. 新闻周刊. September 26, 2010.
119. ↑  Jasper Becker: Hungry Ghosts, China Secret Famine, John Murray 1996.
120. ↑  MacFarquhar and Schoenhals (2006) Mao's Last Revolution p. 262.
121. ↑  MacFarquhar and Schoenhals (2006) Mao's Last Revolution p. 125.
122. ↑  The Chinese Cultural Revolution: Remembering Mao's Victims （页面存档备份，存于） by Andreas Lorenz in Beijing, Der Spiegel Online. May 15, 2007
123. ↑  章成：河南道縣大屠殺。香港開放雜誌﹐2001年七月，八月，九月，十二月號連載。
124. ↑  鄭義：紅色記念碑，華視文化公司，1993。
125. 1 2  Spiegel 2002.
126. ↑  Congressional-Executive Commission on China (31 October 2008) ‘Annual Report 2008’ （页面存档备份，存于） Retrieved 24 December 2013.
127. ↑  Johnson, Ian. . New York, NY: Vintage. 2005  [2016-05-18]. ISBN 0375719199. （原始内容存档于2016-09-19）.
128. ↑  Leung, Beatrice (2002) 'China and Falun Gong: Party and society relations in the modern era', Journal of Contemporary China, 11:33, 761 – 784
129. ↑  (23 March 2000) The crackdown on Falun Gong and other so-called heretical organizations, Amnesty International
130. ↑  David Kilgour, David Matas (6 July 2006, revised 31 January 2007)  An Independent Investigation into Allegations of Organ Harvesting of Falun Gong Practitioners in China （页面存档备份，存于） (free in 22 languages) organharvestinvestigation.net
131. ↑  David Kilgour, David Matas (6 July 2006, revised 31 January 2007)  An Independent Investigation into Allegations of Organ Harvesting of Falun Gong Practitioners in China （页面存档备份，存于） (free in 22 languages) organharvestinvestigation.net
132. ↑  項程鎮. . 台灣自由時報. 2012-01-27  [2023-01-13]. （原始内容存档于2015-04-02）. 諾瓦克是首位獲准進入中國調查酷刑的聯合國官員，六年前他發表赴中國實地調查報告，指出「酷刑在中國普遍存在，其中六十六％是法轮功學員」；外傳中華人民共和國政府活摘法轮功學員器官，他強調：「可信度（credible）極高」。
133. ↑  . 無國界社運.   [2018-02-03]. （原始内容存档于2018-07-28） （中文）.
134. ↑  . 英国广播公司.   [2018-09-06]. （原始内容存档于2018-09-07） （中文）.
135. 1 2  Abdul Rasool Syed. . Shafaqna. 2019-02-02  [2020-01-30]. （原始内容存档于2020-07-13） （英语）.
136. ↑  . Al Aan TV.   [2020-02-01]. （原始内容存档于2020-07-13） （阿拉伯语）.
137. ↑  . 国际特赦组织.   [2020-02-01]. （原始内容存档于2020-10-29） （阿拉伯语）.
138. ↑  . 英国广播公司. 2018-08-11  [2020-11-30]. （原始内容存档于2018-08-14） （中文）.
139. ↑  . 法国国际广播电台. 2019-11-26  [2020-11-30]. （原始内容存档于2020-03-23） （中文）.
140. ↑  . 德国之声.   [2020-11-30]. （原始内容存档于2020-09-19） （中文）.
141. ↑  . 自由亚洲电台.   [2018-09-20]. （原始内容存档于2018-09-21） （中文）.
142. ↑  Ivan Watson; Ben Westcott. . 美国有线电视新闻网（CNN）.   [2020-12-11]. （原始内容存档于2021-03-17）.
143. ↑  Helen Davidson. . 《卫报》（The Guardian）. 2020-10-02  [2020-12-12]. （原始内容存档于2021-03-23） （英语）.
144. ↑  . 自由亚洲电台.   [2020-11-30]. （原始内容存档于2021-12-04） （中文）.
145. ↑  . 英国广播公司. 2019-07-05  [2019-07-11]. （原始内容存档于2021-12-04） （中文）.
146. ↑  Samuel, Sigal. . 《大西洋》（The Atlantic）. 2018-09-04  [2020-11-30]. （原始内容存档于2021-12-04） （美国英语）.
147. ↑  . 德国之声.   [2020-11-30]. （原始内容存档于2021-12-04） （中文）.
148. ↑  Ivan Watson, Rebecca Wright and Ben Westcott. . 美国有线电视新闻网 (CNN).   [2020-11-30]. （原始内容存档于2021-12-03） （英语）.
149. ↑  . 联合国人权事务高级专员办事处. 2022-08-31  [2022-09-06]. （原始内容存档于2022-09-09）.
150. ↑  Helen Fein. Revolutionary and Antirevolutionary Genocides: A Comparison of State Murders in Democratic Kampuchea, 1975 to 1979, and in Indonesia, 1965 to 1966. Comparative Studies in Society and History, Vol. 35, No. 4 (Oct. 1993), pp. 796–823
151. ↑  Goldhagen (2009) Worse than War p. 207.
152. ↑  Martin Shaw（英语：Martin Shaw (sociologist)）. . 剑桥大学出版社. 2000年: 141. ISBN 978-0-521-59730-2.（英文）
153. ↑  Chandler, David. The Killing Fields. At The Digital Archive Of Cambodian Holocaust Survivors. .   [2009-09-15]. （原始内容存档于2009-02-20）.
154. ↑  Peace Pledge Union Information – Talking about genocides – Cambodia 1975 – the genocide. （页面存档备份，存于）
155. 1 2  Sharp, Bruce. . April 1, 2005  [July 5, 2006]. （原始内容存档于2016-04-08）.
156. ↑  The CGP, 1994–2008 （页面存档备份，存于） Cambodian Genocide Program, 耶鲁大学
157. ↑  Rosefielde (2009) Red Holocaust pp. 120–121.
158. 1 2  Doyle, Kevin. Putting the Khmer Rouge on Trial （页面存档备份，存于）, 时代, July 26, 2007
159. ↑  MacKinnon, Ian Crisis talks to save Khmer Rouge trial （页面存档备份，存于）, 卫报, March 7, 2007
160. ↑  The Khmer Rouge Trial Task Forc （页面存档备份，存于）, 柬埔寨政府
161. 1 2  Staff, Senior Khmer Rouge leader charged （页面存档备份，存于）, BBC September 19, 2007
162. ↑  Khmer Rouge torturer describes killing babies by 'smashing them into trees' （页面存档备份，存于） Mail Online, June 9, 2009
163. ↑  Berger, Arthur Asa. . Transaction Publishers. January 31, 1987: 262. ISBN 978-0-88738-109-6.
164. ↑  Jones (2010) Genocide pp. 215–216.
165. ↑  Kimenyi, Alexandre. . Edwin Mellen Press. June 2001: 206. ISBN 978-0-7734-7600-4.
166. 1 2 3 4  Valentino (2005) Final solutions Table 2 found at p. 75.
167. ↑  Valentino (2005) Final solutions p. 75.
168. ↑  Шарланов, Диню. История на комунизма в Булгария: Комунизирането на Булгариия. Сиела, 2009. ISBN 978-954-28-0543-4.
169. ↑  Hanna Arendt Center in Sofia, with Dinyu Sharlanov and Venelin I. Ganev. Crimes Committed by the Communist Regime in Bulgaria （页面存档备份，存于）. Country report. "Crimes of the Communist Regimes" Conference. February 24–26, 2010, Prague.
170. ↑  Rummel, R.J. (1997), Statistics Of North Korean Democide: Estimates, Calculations, And Sources （页面存档备份，存于）, Statistics of Democide, Transaction.
171. ↑  Omestad, Thomas, "Gulag Nation" （页面存档备份，存于）, U.S. News & World Report, June 23, 2003.
172. ↑  Black Book of Communism, pg. 564.
173. ↑  Spoorenberg, Thomas and Schwekendiek, Daniel (2012). "Demographic Changes in North Korea: 1993–2008" （页面存档备份，存于）, Population and Development Review, 38(1), pp. 133-158.
174. ↑  Stephan Haggard, Marcus Noland, and Amartya Sen (2009), Famine in North Korea, 哥伦比亚大学出版社, p.209.
175. ↑  Rosefielde, Stephen (2009), Red Holocaust, Routledge, p. 109.
176. ↑  Rosefielde, Stephen (2009), Red Holocaust, Routledge, pp. 228, 243.
177. 1 2 3  Rosefielde (2009) Red Holocaust p. 110.
178. 1 2 3  Jean-Louis Margolin "Vietnam and Laos: the impasse of war communism" in The Black Book pp. 568–569.
179. 1 2  The World Was Going Our Way: The KGB and the Battle for the Third World by Christopher Andrew and Vasili Mitrokhin, pg 457
180. ↑  US admits helping Mengistu escape （页面存档备份，存于） BBC, December 22, 1999
181. ↑  Talk of the Devil: Encounters with Seven Dictators by Riccardo Orizio, pg 151
182. ↑  Yves Santamaria "Afrocommunism: Ethiopia, Angola, and Mozambique" in The Black Book p. 692.
183. ↑  Guilty of genocide: the leader who unleashed a 'Red Terror' on Africa （页面存档备份，存于） by Jonathan Clayton, The Times Online, December 13, 2006
184. ↑  Valentino (2005) Final solutions p. 219.
185. ↑  Kaplan, Robert D., Soldiers of God: With Islamic Warriors in Afghanistan and Pakistan, New York, Vintage Departures, (2001), p.115
186. ↑  Kabul's prison of death （页面存档备份，存于） BBC, February 27, 2006
187. ↑  Joseph Collins. Soviet Policy toward Afghanistan. Proceedings of the Academy of Political Science, Vol. 36, No. 4, Soviet Foreign Policy. (1987), pp. 198–210
188. ↑  Valentino (2005) Final solutions pp. 91–151.  [與來源不符]
189. ↑  M. Hassan Kakar Afghanistan: The Soviet Invasion and the Afghan Response, 1979–1982 加利福尼亚大学出版社 © 1995 The Regents of the University of California.
190. ↑  In pictures: Afghan mass grave （页面存档备份，存于） BBC, July 5, 2007
191. 1 2  Dr. David Marples （页面存档备份，存于）, The great famine debate goes on... （页面存档备份，存于）, ExpressNews (University of Alberta), originally published in Edmonton Journal, November 30, 2005 []
192. 1 2  Stanislav Kulchytsky, "Holodomor of 1932–1933 as genocide: the gaps in the proof", Den, February 17, 2007, in Russian （页面存档备份，存于）, in Ukrainian （页面存档备份，存于）
193. ↑  С. Уиткрофт (Stephen G. Wheatcroft), "О демографических свидетельствах трагедии советской деревни в 1931—1933 гг." （页面存档备份，存于） (On demographic evidence of the tragedy of the Soviet village in 1931–1933), "Трагедия советской деревни: Коллективизация и раскулачивание 1927–1939 гг.: Документы и материалы. Том 3. Конец 1930–1933 гг.", Российская политическая энциклопедия, 2001, ISBN 5-8243-0225-1, с. 885, Приложение № 2
194. ↑  'Stalinism' was a collective responsibility – Kremlin papers, The News in Brief, 墨尔本大学, June 19, 1998, Vol 7 No 22
195. ↑  . Encyclopædia Britannica.   [June 26, 2008]. （原始内容存档于2008-05-18）.
196. ↑  R.W. Davies and S.G. Wheatcroft, (2004) The Industrialisation of Soviet Russia,
volume 5. The Years of Hunger: Soviet Agriculture, 1931-1933 Basingstoke:
Palgrave Macmillan, p. 401.[查证请求] For a review, see  (PDF). Warwick.   [2014-10-11]. （原始内容存档 (PDF)于2009-09-30）.
197. ↑  Ellman, Michael.  (PDF). Europe-Asia Studies (Routledge). September 2005, 57 (6): 823–41  [July 4, 2008]. doi:10.1080/09668130500199392. （原始内容存档 (PDF)于2009-02-27）.
198. ↑  Amstutz, Mark R.  2nd. Rowman & Littlefield. January 28, 2005: 96. ISBN 978-0-7425-3583-1.
199. ↑  Peter Finn, Aftermath of a Soviet Famine （页面存档备份，存于）, 华盛顿邮报, April 27, 2008, "There are no exact figures on how many died. Modern historians place the number between 2.5 million and 3.5 million. Yushchenko and others have said at least 10 million were killed."
200. ↑  Yaroslav Bilinsky. . Journal of Genocide Research. 1999, 1 (2): 147–156  [2014-10-11]. doi:10.1080/14623529908413948. （原始内容存档于2008-06-15）.
201. ↑  Stanislav Kulchytsky, "Holodomor-33: Why and how?", Zerkalo Nedeli, November 25 – December 1, 2006, 俄文 Archive.today的存檔，存档日期2007-07-16, 乌克兰文[永久].
202. ↑  Valentino (2005) Final solutions p. 99.
203. ↑  Snyder, Timothy. Bloodlands: Europe Between Hitler and Stalin. Basic Books, 2010. ISBN 0-465-00239-0. p. vii
204. ↑  Jan Maksymiuk, "Ukraine: Parliament Recognizes Soviet-Era Famine As Genocide" （页面存档备份，存于）, RFE/RL, November 29, 2006
205. ↑  19 (根据乌克兰语BBC：“Латвія визнала Голодомор ґеноцидом”), 16 (根据俄语版Korrespondent：“После продолжительных дебатов Сейм Латвии признал Голодомор геноцидом украинцев”), "more than 10" (根据乌克兰语板Korrespondent：“Латвія визнала Голодомор 1932–33 рр. геноцидом українців”)
206. ↑  .   [2014-10-11]. （原始内容存档于2020-11-07）.
207. 1 2  Yanukovych reverses Ukraine's position on Holodomor famine （页面存档备份，存于）, RIA Novosti,  April 27, 2010
208. ↑  PACE finds Stalin regime guilty of Holodomor, does not recognize it as genocide （页面存档备份，存于）. RIA Novosti, April 28, 2010.
209. ↑  Boobbyer, Phillip (2000), The Stalin Era, Routledge, ISBN 0-7679-0056-1, p. 130
210. ↑  一项基于拉夫连季·贝利亚给斯大林的报告的估计中，478,479名被驱赶的印古什和车臣人中有150,000人（或31.3%）死在前四年的迁徙行动中。参见：Kleveman, Lutz. The New Great Game: Blood and Oil in Central Asia. Jackson, Tenn.: Atlantic Monthly Press, 2003. ISBN 0-87113-906-5. Another scholar puts the number of deaths at 22.7 percent: Extrapolating from NKVD records, 113,000 Ingush and Chechens died (3,000 before deportation, 10,000 during deportation, and 100,000 after resettlement) in the first three years of the resettlement out of 496,460 total deportees. See: Naimark, Norman M. Fires of Hatred: Ethnic Cleansing in Twentieth-Century Europe. Cambridge, Mass.: 哈佛大学出版社, 2001. ISBN 0-674-00994-0. A third source says a quarter of the 650,000 deported Chechens, Ingush, Karachais and Kalmyks died within four years of resettlement. See: Mawdsley, Evan. The Stalin Years: The Soviet Union 1929–1953. Manchester, England: 曼彻斯特大学出版社, 2003. ISBN 0-7190-6377-9. However, estimates of the number of deportees sometimes varies widely. Two scholars estimated the number of Chechen and Ingush deportees at 700,000, which would have the percentage estimates of deaths. See: Fischer, Ruth and Leggett, John C. Stalin and German Communism: A Study in the Origins of the State Party. Edison, N.J.: Transaction Publishers, 2006. ISBN 0-87855-822-5.
211. ↑  Conquest, Robert. The Nation Killers. New York: Macmillan, 1970. ISBN 0-333-10575-3.
212. ↑  Samuel Totten, William S. Parsons, Israel W. Charny. Century of Genocide: Eyewitness Accounts and Critical Views. Garland, 1997 ISBN 0-8153-2353-0. p. 120
213. 1 2  Jean-Louis Margolin "China: a long march into night" in The Black Book pp. 545–546.
214. ↑  "In the aftermath of the 1982 meeting the exile leadership showed some goodwill by refraining from commenting on the meetings, but at the same time continued to attack Chinese policies and human rights violations in Tibet, often going beyond what the actual situation warranted; for example, with charges of Chinese genocide." Goldstein, M. C., The Snow Lion and the Dragon: China, Tibet, and the Dalai Lama, University of California Press, p72-73.
215. ↑  謝劍.  (PDF). 蒙藏地區現況雙月報 (蒙藏委員會): 35–64頁.   [2015-07-05]. （原始内容 (PDF)存档于2018-07-04）.
216. ↑  Jones (2010) Genocide pp. 95–96.
217. ↑  Legal Inquiry Committee on Tibet (编).  (PDF). 1960: 17  [2021-03-29]. （原始内容 (PDF)存档于2021-05-07）. The COMMITTEE found that acts of genocide had been committed in Tibet in an attempt to destroy the Tibetans as a religious group, and that such acts are acts of genocide independently of any conventional obligation. The COMMITTEE did not find that there was sufficient proof of the destruction of Tibetans as a race, nation or ethnical group as such by methods that can be regarded as genocide in international law.
218. ↑  Milne, Seumas. . 卫报 (London). September 12, 2002  [May 12, 2010]. （原始内容存档于2013-02-05）.
219. ↑  Valentino (2005) Final solutions p. 93–94.
220. ↑  Goldhagen (2009) Worse than War pp. 29–30.
221. ↑  Montefiore (2005) Court of the Red Tsar pp. 197–8, 334.
222. ↑  Parrish (1996) Lesser Terror p. 324.
223. ↑  . BBC News. December 12, 2006  [January 2, 2010]. （原始内容存档于2018-07-08）.
224. ↑  Backgrounders: Ethiopian Dictator Mengistu Haile Mariam （页面存档备份，存于） Human Rights Watch, 1999
225. ↑  Tsegaye Tadesse. Verdict due for Ethiopia's ex-dictator Mengistu （页面存档备份，存于） Reuters, 2006
226. ↑  Court Sentences Mengistu to Death （页面存档备份，存于） BBC, May 26, 2008.
227. ↑  Barbara Harff, "Recognizing Genocides and Politicides", in Genocide Watch 27 (Helen Fein ed., 1992) pp.37,38
228. ↑  .   [2014-10-11]. （原始内容存档于2011-11-04）.
229. ↑  波兰政府声明：Senate pays tribute to Katyn victims – 3/31/2005 Archive.today的存檔，存档日期2005-04-20
230. ↑  .   [2014-10-11]. （原始内容存档于2012-02-25）.
231. ↑  .   [2014-10-11]. （原始内容存档于2011-09-28）.
232. ↑  Ellen Barry. Russia: Stalin Called Responsible for Katyn Killings （页面存档备份，存于）. 纽约时报, November 26, 2010.
233. ↑  Sentence reduced for former Khmer Rouge prison chief （页面存档备份，存于）. 洛杉矶时报, July 27, 2010
234. ↑  Interfax-Ukraine. . KyivPost.com. 21 January 2010. （原始内容存档于3 March 2014）.
235. ↑   [Law of Ukraine: About the Holodomor of 1932–1933 in Ukraine]. rada.gov.ua. 28 November 2006  [6 May 2015]. （原始内容存档于3 May 2015） （乌克兰语）.
236. ↑  . Holodomor Education.   [26 December 2015]. （原始内容存档于31 December 2015）.

## 拓展阅读
- Barron, John; Paul, Anthony. . Reader's Digest Press. 1977: 240. ISBN 0-88349-129-X.
- Deker, Nikolai; Institute for the study of the U.S.S.R. Munich. . Scarecrow Press. 1958.
- Lanning, Michael Lee, Cragg, Dan. Inside the VC and the NVA: the real story of North Vietnam's armed forces. 1st edition. Texas A & M University Press August 15, 2008. ISBN 978-1-60344-059-2.
- Sarup, Kamala.  (PDF). Genocide Watch. September 5, 2005  [September 30, 2009]. （原始内容 (PDF)存档于2010-07-14）.
- Totten, Samuel; Paul Robert Bartrop; Steven L. Jacobs. . . Greenwood Publishing Group. 2008: 106. ISBN 978-0-313-34642-2. ISBN 0-313-34642-9.
- Weiss-Wendt, Anton.  (PDF). Journal of Genocide Research. December 2005, (7(4)): 551–559. （原始内容 (PDF)存档于2007-06-10）.